# Giba, Sardinia
Giba este o comună din provincia Sud Sardinia, regiunea Sardinia, Italia, cu o populație de 1.916 locuitori (1 ianuarie 2023) și o suprafață de 30,44 km².

## Demografie
Giba - evoluția demografică

|  | Graficele sunt indisponibile din cauza unor probleme tehnice. Mai multe informații se găsesc la Phabricator și la wiki-ul MediaWiki. |

Date: Recensăminte sau birourile de statistică - grafică realizată de Wikipedia